# Павле Оросије
Павле Оросије (375/385 – око 420.) је био хришћански свештеник, историчар и теолог, и ученик Августин Хипонског. 
Могуће је да је рођен у Бракари Августи (данас Брага, Португалија), тадашњој престоници римске провинције Галеције, која би његовом смрћу била престоница Краљевине Суеба. Иако постоје нека питања у вези са његовом биографијом, као што је његов тачан датум рођења, познато је да је био личност од великог престижа са културолошке тачке гледишта, јер је имао контакт са највећим личностима свог времена као што су Августин Хипонски и Јероним Стридонски. Да би се састао са њима, Оросије је путовао у градове на јужној обали Средоземног мора, као што су Хипон, Александрија и Јерусалим.
Ова путовања су одредила његов живот и интелектуални учинак. Оросије није само разговарао о теолошким питањима са Августином; сарађивао је са њим и на књизи Град Божији.[5] Поред тога, 415. године изабран је да отпутује у Палестину како би разменио информације са другим интелектуалцима. На истом путовању могао је да учествује и на Црквеном сабору у Јерусалиму и поверен му је пренос моштију Светог Стефана. Датум његове смрти је такође нејасан, свакако да није био пре 418. године, када је завршио једну од својих књига, нити касније од 423. године.[6]
Написао је укупно три књиге, од којих је најзначајнија његова Седам књига историје против пагана, која се сматра једном од књига са највећим утицајем на историографију у периоду између антике. и средњег века, као и да је то једна од најважнијих хиспанских књига свих времена. Део њеног значаја произилази и из чињенице да аутор показује своју историографску методологију. Књига је историјска нарација која се фокусира на паганске народе од најранијих времена па све до времена када је Оросије био жив.[7]
Оросије је био веома утицајна личност, како за ширење историјских чињеница (Историја против пагана је била један од главних извора информација о антици који је коришћен све до ренесансе) тако и за рационализацију проучавања историје (његова методологија је у великој мери утицала на касније историчаре).